# Харлап, Анатолий Дмитриевич
Анатолий Дмитриевич Харлап (род. 1946 года, Могилёвская область, БССР, СССР) — белорусский политик. Заслуженный работник промышленности Республики Беларусь (2004).

## Биография
Родился в 1946 г. в д. Воевичи Кличевского р-на Могилёвской обл.
В 1975 г. окончил Минский радиотехнический институт по специальности инженер-электрик, в 1986 г. — Минскую высшую партийную школу.
Трудовую деятельность начал в 1965 г. на Минском заводе счетных машин им. Орджоникидзе регулировщиком радиоаппаратуры.
В 1965—1968 гг. — служил в рядах Советской армии.
В 1968—1969 гг. — работал на Минском заводе электронных вычислительных машин им. Орджоникидзе регулировщиком радиоаппаратуры.
В 1969—1975 гг. — инженер цеха, заместитель секретаря комитета комсомола, секретарь комитета комсомола Минского завода электронных вычислительных машин им. Орджоникидзе.
В 1975—1980 гг. — заместитель секретаря парткома, начальник производственно-диспетчерского отдела Минского производственного объединения вычислительной техники.
В 1980—1981 гг. — заместитель генерального директора по общим вопросам Минского производственного объединения вычислительной техники — заместитель директора по общим вопросам Минского завода электронных вычислительных машин им. Орджоникидзе.
В 1981—1984 гг. — секретарь парткома Минского производственного объединения вычислительной техники.
В 1984—1986 гг. — председатель исполкома Советского районного Совета народных депутатов г. Минска.
В 1986—1987 гг. — первый секретарь Фрунзенского райкома Коммунистической партии г. Минска.
В 1987—1996 гг. — генеральный директор Минского производственного объединения вычислительной техники — директор Минского завода электронных вычислительных машин им. Орджоникидзе.
В 1996 г. указом президента назначен Министром промышленности Республики Беларусь.
21 сентября 2001 г. Совет министров Республики Беларусь сложил полномочия перед новоизбранным президентом.
24 сентября 2001 г. указом президента № 536 назначен Министром промышленности Республики Беларусь.
25 декабря 2003 г. освобождён от должности.
С 19 февраля 2004 г. по 13 апреля 2006 г. — Чрезвычайный и Полномочный Посол Республики Беларусь в Китайской Народной Республике.

## Награды и звания
- Орден Дружбы (4 августа 2016 года, Россия) — за большой вклад в развитие делового, экономического и гуманитарного сотрудничества с Российской Федерацией[2].
- Заслуженный работник промышленности Республики Беларусь (14 января 2004 года) — за плодотворную работу в промышленности, большой личный вклад в развитие производства конкурентоспособной продукции[1][3].